# Hannakaisa Heikkinen
Hannakaisa Heikkinen, född 7 april 1974 i Juankoski, är en finländsk politiker (Centern). Hon har varit ledamot av Finlands riksdag 2007–2011 och sedan 2015. Hon är magister i hälsovetenskaper och lantbruksföretagare.
Heikkinen gjorde comeback i riksdagsvalet i Finland 2015 med 10 712 röster från Savolax-Karelens valkrets.